# بره (رومانی)
شهر بره (به رومانیایی: Brad, Romania) در شهرستان هوندرا در کشور رومانی واقع شده‌است. جمعیت این شهر ۱۸٬۰۷۵ نفر  است.